# Gerardo Mosquera
Gerardo Mosquera (L'Avana, 15 novembre 1945) è un critico d'arte e curatore d'arte cubano.
Negli anni Ottanta è stato il principale critico e ideologo della nuova arte cubana e ha contribuito a fondare la Biennale dell'Avana, di cui è stato curatore dal 1984 al 1989. In seguito ha lavorato all'estero, in particolare al New Museum di New York, alla Biennale di Liverpool e in Italia al museo d'arte moderna e contemporanea di Trento e Rovereto. 
Autore di numerosi testi e libri sia di arte contemporanea che di teoria dell'arte stessa.Vive attualmente a Madrid in Spagna.

## La gioventù
Gerardo Mosquera nasce all'Avana, Cuba il 15 novembre 1945. Inizia la propria carriera come critico d'arte, ricercatore e giornalista all'Avana negli anni Settanta, pubblicando inchieste su Servando Cabrera Moreno e Manuel Mendive, artisti cubani che erano stati ostracizzati a causa del contenuto erotico o religioso delle loro opere e per le politiche culturali omofobiche dell'epoca. Mosquera diviene ben presto il principale critico e ideologo della nuova arte cubana. Negli anni Ottanta questo movimento riesce a spingere il Ministero della Cultura ad approvare politiche più liberali.

## La Biennale dell'Avana
La prima Biennale dell'Avana ha luogo nel 1984, si concentra su opere di artisti latino-americani contemporanei e ha Mosquera come curatore principale.. È la quarta Biennale internazionale dopo quelle di Venezia, San Paolo e Sydney e il sesto grande evento di arte periodico internazionale dopo le biennali, Carnegie International e documenta. Nel 1986 la Biennale dell'Avana diviene un evento globale, esponendo opere di 690 artisti di 57 Paesi del mondo. La terza edizione introduce delle innovazioni: tutto l'evento è organizzato attorno a un unico tema, la struttura è decentrata ma l'attività curatoriale è centralizzata e inoltre non vengono dati premi agli artisti. Nel 1989, subito dopo la fine della terza edizione, Mosquera si dimette per protesta contro la repressione del regime cubano nel settore culturale.

## Attività internazionale
Dopo le dimissioni, a Mosquera è vietato di pubblicare, curare mostre e tenere conferenze a Cuba, ed egli inizia perciò a lavorare come freelance all'estero. Nel 1990 è scelto come Guggenheim Fellow. Dal 1995 al 2009 è curatore aggiunto al New Museum di New York, ma siccome continua a vivere a Cuba il suo lavoro è ostacolato dall'embargo degli Stati Uniti contro Cuba. Insieme a Dan Cameron dà vita a un programma al Museo che ha introdotto un approccio internazionale nella scena dell'arte di New York. Le sue idee radicali di "museo come hub" trasformano il Dipartimento di Educazione del New Museum in base a un "nuovo modello per la pratica curatoriale e la collaborazione istituzionale per migliorare la nostra comprensione dell'arte contemporanea. Un network di relazioni e un luogo fisico insieme".
Il lavoro teorico di Mosquera ha dato vita a discussioni critiche sui complessi processi culturali dell'arte moderna e contemporanea nei Paesi non, specialmente in relazione alla globalizzazione e alle dinamiche post-coloniali. Mosquera ha anche contribuito a promuovere una visione più aperta dell'arte Latino-Americana, andando oltre gli stereotipi che prevalevano negli anni Ottanta. Il lavoro curatoriale di Mosquera si concentra sempre di più su progetti che cercano di comunicare con un pubblico più vasto, al di fuori delle élite del mondo dell'arte. Alcuni esempi recenti sono la Biennale di Liverpool, The Sky Within My House e Afuera (Córdoba, Argentina). In Italia ha curato la mostra Perduti nel paesaggio presso il Museo d'arte moderna e contemporanea di Trento e Rovereto.

## Mostre principali
- Biennale dell'Avana, 1984
- Biennale dell'Avana, 1986
- Biennale dell'Avana, 1988
- Cildo Meireles, New York, 1999
- Perverting Minimalism, Madrid, 2000
- MultipleCity, Panama, 2003
- Panorama of Brazilian Art, São Paulo, Rio de Janeiro, Recife, Vigo, 2003
- Cordially Invited, Utrecht, 2004
- Liverpool Biennial International, 2006
- Border Jam, Montevideo, 2007
- Transpacífico, Santiago, 2007
- Crisisss, Buenos Aires, 2010
- Perduti nel paesaggio, Trento, 2014

## Scritti
- Beyond the Fantastic (1995)
- Over Here: International Perspectives on Art and Culture (2005)
- Copying Eden: Recent Art from Chile (2007)